# Carlos Alberto (ur. 2002)
Carlos Alberto Gomes da Silva Filho (ur. 14 kwietnia 2002 w João Pessoa) – brazylijski piłkarz występujący na pozycji skrzydłowego, od 2024 roku zawodnik Botafogo.